# 대천동 (보령시)
대천동(大川洞)은 대한민국 충청남도 보령시의 동이다. 과거 대천시가 위치해 있던 곳으로서, 해당 이름은 대천천에서 온 것인데, 큰 하천이라는 뜻으로, 현재도 보령시의 하천이며, 구 대천시의 이름이기도 하였다.

## 역사
- 1963년 1월 1일 보령군 대천면을 대천읍으로 승격하였다.[1] (1읍 9면)
- 1986년 1월 1일 대천읍을 대천시로 승격하였다.[2] 행정동 원동, 대관동, 대신동, 흥덕동, 현포동, 왕대동을 설치하였다.
- 1995년 1월 1일 대천시와 보령군을 보령시로 통합하였다.[3]
- 1998년 10월 28일 행정동 현포동, 왕대동을 현포동으로 합동하였다.[4]
- 1999년 7월 20일 행정동 원동을 대천1동으로, 대관동을 대천2동으로, 대신동을 대천3동으로, 흥덕동을 대천4동으로, 현포동을 대천5동으로 각각 개칭하였다.[5]

## 행정동 동명 변경 관련
행정동을 변경하려면 기존의 대천1동과 대천2동은 현행대로 계속 유지시켜야 하고, 대천3동은 화대동, 대천4동은 궁명동, 대천5동은 신흑동으로 각각 바꾸어야 할 필요가 있다. 이유를 보면 법정동 및 행정동의 일치 작업을 벌여야 하는 주장이 있다.

## 주거

### 아파트
| 단지명                | 건설사                        | 시행사           | 주소                      | 입주        | 비고     |
| --------------------- | ----------------------------- | ---------------- | ------------------------- | ----------- | -------- |
| e편한세상 보령        | 대림산업                      | ㈜코람코자산신탁 | 한내로터리길 170 (동대동) | 2017년 8월  |          |
| 죽정주공              | 범양건영                      | 대한주택공사     | 지장골길 37 (죽정동)      | 2006년 6월  | 국민임대 |
| 동대휴먼시아 3단지    | 대보건설㈜                    | 대한주택공사     | 한내로터리길 92 (동대동)  | 2009년 3월  |          |
| 동대휴먼시아 4단지    | 대보건설㈜                    | 대한주택공사     | 한내로터리길 92 (동대동)  | 2009년 3월  | 국민임대 |
| 명천코아루            | 대동건설㈜                    | 한국토지신탁     | 주공로 99 (명천동)        | 2008년 8월  |          |
| e편한세상 보령        | 대림산업                      |                  | 한내로터리길 170 (동대동) | 2017년 8월  |          |
| 동대 한성필하우스     | ㈜한성건설                    | 한성개발         | 한내로터리길 130 (동대동) | 2013년 8월  |          |
| 현대(339)             | 현대건설                      | 현대건설         | 동현로 46 (동대동)        | 1997년 9월  |          |
| 대우                  | 대우㈜ 건설부문               | 대우㈜ 건설부문  |                           | 1997년 2월  |          |
| 동부                  | 동부건설                      | 동부건설         |                           | 1998년 9월  |          |
| 보령 SK VIEW          | 에스케이건설㈜                | ㈜효승산업개발   | 현충탑길 65 (궁촌동)      | 2006년 3월  |          |
| 명천 더 퍼스트 예미지 | ㈜금성백조주택 ㈜금성백조건설 | 금성백조주택     |                           | 2019년 8월  |          |
| 명천 더 베스트 예미지 | ㈜금성백조주택                | 금성백조주택     |                           | 2019년 11월 |          |

- 대한주택공사
  - 명천주공 3단지 (명천동) - 1996년 11월 입주 / 대산건설
  - 명천주공 4단지 - 1997년 5월 입주 / 성우종합건설㈜
  - 명천주공 5단지 - 1998년 7월 입주 / ㈜한국종합건설, 명지건설㈜
- 동대 센트럴파크 새미래에뜨젠 - 2017년 7월 입주 / 새미래건설
- 부경파크빌 (죽정동) - 2007년 4월 입주 / 부경토건㈜